# Jürgen Bernhard Kuck
Jürgen Bernhard Kuck  (* 8. Juni 1952 in Königslutter) ist ein deutscher Künstler und Kunstpädagoge.

## Leben
Jürgen Bernhard Kuck lebt und arbeitet in Braunschweig. Kuck studierte von 1974 bis 1979 an der Hochschule für Bildende Künste Braunschweig bei Roland Dörfler, Siegfried Neuenhausen, Malte Sartorius. Von 2002 bis 2004 erhielt er an der HBK einen Lehrauftrag.  Seit 1979 arbeitet Kuck als freischaffender Künstler (Buchkunst, Bildergeschichten, Fotografie, Malerei, Grafik) sowie als Autor kunsttheoretischer und kunstdidaktischer Essays und Bücher. 1983 erhielt er eine Anstellung als Kunstpädagoge am Gymnasium Raabeschule in Braunschweig, 1996 wurde er Fachleiter Kunst und Studiendirektor am Studienseminar Braunschweig.

## Werk

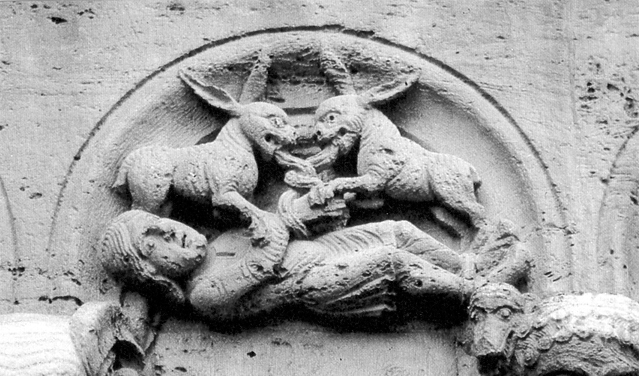
Jürgen Bernhard Kuck: Jagdfries Königslutter

Schwerpunkt seiner künstlerischen Arbeit sind Bildergeschichten und Comics zu klassischen dichterischen Texten von Sophokles, Boccaccio, Goethe, Kafka u. a. Daneben hat er zahlreiche kunsttheoretische und kunstdidaktische Beiträge sowie kunsthistorische Forschungsergebnisse veröffentlicht. Als Forscher wurde Kuck durch die Entdeckung eines Vexiereffekts im zentralen Relief des Jagdfrieses am hochmittelalterlichen Kaiserdom (Königslutter) bekannt: Die beiden Hasen, die hier einen Jäger fesseln, geben im Vexierbild die Fratze des Teufels zu erkennen. Ein jahrhundertealtes Rätsel war damit gelöst.
In seiner jüngsten Publikation (Sophokles: Antigone. In Bildern von Jürgen Bernhard Kuck) erscheint die Teufelsfratze aus Königslutter auf dem Titelbild.

## Ausstellungen

### Einzelausstellungen
- Der Succubus (Galerie Jürgens, Hamburg 1978)
- Wegebilder (Galerie am Lademannbogen, Hamburg 1990)
- Das Gold der Philosophen (Kaiserdom Königslutter, 2003)
- Widerstand als Heiligenlegende (Haus der Kirche Berlin 2005)
- Nikolaus, Lothar und der Teufel (Museum für Stadtgeschichte Königslutter, 2007)
- Stammtisch und Abendmahl (Galerie auf Zeit Braunschweig, 2008)

### Gruppenausstellungen
- Grafik (Kunstverein Göttingen 1979)
- Gewalt und Angst (Kulturinstitut der Stadt Braunschweig 1996)
- Aktstudien (Kulturinstitut der Stadt Braunschweig 1997)
- Bilder gegen das Vergessen (Friedenskapelle Braunschweig 1998)
- Wege zum Ich (Gewerkschaftshaus Braunschweig, 2000);
- Das Gold der Philosophen (Kaiserdom Königslutter, 2003);
- Das Blut des Jägers (Malerkapelle Königslutter, 2003);
- Wir werden gehenkt, weil wir zusammen gedacht haben (Braunschweigisches Landesmuseum, 2003)
- Zwei Hasen, die zum Teufel werden (Aktionistischer Vortrag im Wiener Burgtheater in der Aufführung „AREA 7 – Matthäusexpedition“ von Christoph Schlingensief, 2006)

## Veröffentlichungen
- Herrn Kuliks Albträume. Bilderreihe (in: Helmuth Hartwig, Sehen lernen, Köln 1976)
- Edgar Allan Poe: Hopp-Frosch. Eine Bildgeschichte von Jürgen Kuck (HBK Braunschweig, Braunschweig 1979)
- Zur Entstehung und Entwicklung zeichnerischer Praxis: Das Verhältnis von Rezeption und Produktion von Bildgeschichten seit meiner Kindheit (in: Helmuth Hartwig, Jugendkultur, Hamburg 1980)
- Richard Wagner: Tannhäuser. Eine Bildergeschichte von Jürgen Kuck (PP-Verlag, Braunschweig 1986)
- Der Prozess gegen Anna Kleve. Eine Bildergeschichte von Jürgen Kuck (PP-Verlag, Braunschweig 1986)
- Das Wandbild von Mascherode, Kunstpädagogik und Heimatpflege im gesellschaftlichen Raum (Braunschweigische Landschaft e.V., Braunschweig 1997)
- Ich bin diese ganze Welt. Bilder und Geschichten zum Tarot (Verlag Michael Kuhle, Braunschweig 1997)
- Sören Kierkegaard: Tagebuch der Verführers (in: Mein heimliches Auge XIV, Konkursbuchverlag Claudia Gehrke, Tübingen 1999)
- Entweder – Oder. Ein Buch in Bildern von Jürgen Kuck. Mit Texten von Sören Kierkegaard (Verlag Pro Business, Berlin 2000)
- Die Gedenkstätte für Opfer von Krieg und Gewaltherrschaft als Ort der Trauer, der Begegnung und des außerschulischen Lernens (in: Regionale Gewerkschaftsblätter, Heft 13, hg. v. DGB-Kreis Region Braunschweig, Braunschweig 2000)
- Das Wahrzeichen der Weisheit: Der Jagdfries am Dom zu Königslutter (in: Jahrbuch Gymnasium Raabeschule Braunschweig 2000/2001, Braunschweig 2001)
- Die Freiheit der Bilder (in: Bilder zum 11. September, Gedenkstätte für Opfer von Krieg und Gewaltherrschaft Braunschweig, Braunschweig 2001)
- Johann Wolfgang Goethe: Faust, Erster und Zweiter Teil. In Bildern von Jürgen Bernhard Kuck (Lehmanns Media, Berlin 2001 und 2005) ISBN 9783865410948
- Widerstand als Heiligenlegende - Helmuth James Graf von Moltke und die heilige Katharina von Alexandrien (in: Braunschweigisches Landesmuseum, Informationen und Berichte 2/2003, Braunschweig 2003)
- Nikolaus, Lothar und der Teufel. Der Jagdfries am Dom zu Königslutter als kosmisches Rätsel (Museum für Stadtgeschichte Königslutter, Königslutter 2007) ISBN 9783000218965
- Marsilio Ficino: Stammtisch und Abendmahl. Zeichnungen und Gemälde von Jürgen Bernhard Kuck (Lehmanns Media, Berlin 2008) ISBN 9783865412706
- Sophokles: Antigone. In Bildern von Jürgen Bernhard Kuck (Lehmanns Media, Berlin 2008) ISBN 9783865412829

## Beiträge inBDK-MitteilungenundBDK-Rundbriefe
- Filmanalyse (in: BDK-Rundschreiben  1/85, Hannover 1985)
- Das Buch als Gesamtkunstwerk (in: BDK-Rundschreiben 2/86, Hannover 1986)
- Brudermord im Altwasser – Kinder, die töten (in: BDK-Mitteilungen 2/93, Hannover 1993)
- Aktdarstellung im Kunstunterricht (in: BDK-Mitteilungen 4/97, Hannover 1997)
- Bilder gegen das Vergessen (in: BDK-Mitteilungen 1/99, Hannover 1999)
- Das Symposion von Platon als Ausgangspunkt für eine Systematik der Kunst. Kunst- und ideengeschichtliche Forschung im Unterricht (in: BDK-Mitteilungen 2/00, Hannover 2000)
- Die Kunst der Erinnerung. Transformation und Assimilation von Mythen in der Facharbeit (BDK-Mitteilungen 2/01, Hannover 2001)
- Teufel auch! Vom Vorrang der Anschauung gegenüber Begriffen (in: BDK-Mitteilungen 1/02, Hannover 2002)
- Kunst und Comic. Der Logos und seine Inkorporation (in: BDK.Mitteilungen 4/03, Hannover 2003)
- Wunsch- und Zerrbilder des Faches Kunst. Zur Tradition und Aktualität von Utopismus

## Besprechungen
- Diffamierung und Destruktion in der Fachdidaktik (in: BDK-Mitteilungen 1/05, Hannover 2005)
- ILLUSTRATION 63. ZEITSCHRIFT FÜR DIE BUCHILLUSTRATION Heft 1/1988, Seite 23–26; Heft 1/1998, Seite 34–35; Heft 1/2003, Seite 27–28.
- COMIC-SPEEDLINE, Heft 65, Seite 17.